# メンフィスとその墓地遺跡
「メンフィスとその墓地遺跡 - ギザからダハシュールまでのピラミッド地帯」は、エジプトにあるユネスコの世界遺産登録物件（ID86）のひとつ。その名前に端的に表れているように、エジプトのピラミッドとしてよく知られている特徴的なピラミッドの数々が含まれている。また、これもその名前に表れている通り、エジプト古王国期の首都メンフィスと、メンフィスに都した王たちの墓地遺跡であるギザやサッカラ、ダハシュールの遺跡群が含まれている。この遺跡群の多くは、エジプト古王国期にあたるエジプト第3王朝からエジプト第6王朝期にかけて建設された。

## 登録範囲と主なピラミッド
この世界遺産は、都市遺跡メンフィスと、メンフィスの反対側、ナイル川西岸にある墓地遺跡群からなる。もっとも北にある墓地遺跡はアブ・ロアシュであり、その南にギザ、ザヴィエト・アル＝アルヤーン、アブシール、サッカラ、さらにダハシュールと続く一帯が世界遺産となっている。この墓地遺跡群は南北およそ30㎞にわたって広がっている。

### メンフィス
メンフィスはエジプト初期王朝時代であるエジプト第1王朝期に首都として建設された。ここに首都がおかれたのは、上エジプト（ナイル河谷地方）と下エジプト（ナイルデルタ地方）の境界線に位置する要衝であったためである。以後エジプト古王国期、さらにエジプト第1中間期にあたるエジプト第8王朝までエジプトの統一王朝はメンフィスに都をおいていた。その後も古代エジプト期を通じて重要な都市であり続け、エジプト第18王朝期には一時的に首都がおかれていた。現在ではプタハ神殿の遺構や、アラバスター製のスフィンクス、ラムセス2世の巨像などが残されている。

### アブ・ロアシュ
この遺跡群のうち最北に位置するアブ・ロアシュには、クフの次の王であるエジプト第4王朝・ジェドエフラー王のピラミッドが存在する。ただし後世において破壊され、現代では基礎部分しか残存していない。

### ギザ
- クフ王のピラミッド
- カフラー王のピラミッド
- メンカウラー王のピラミッド

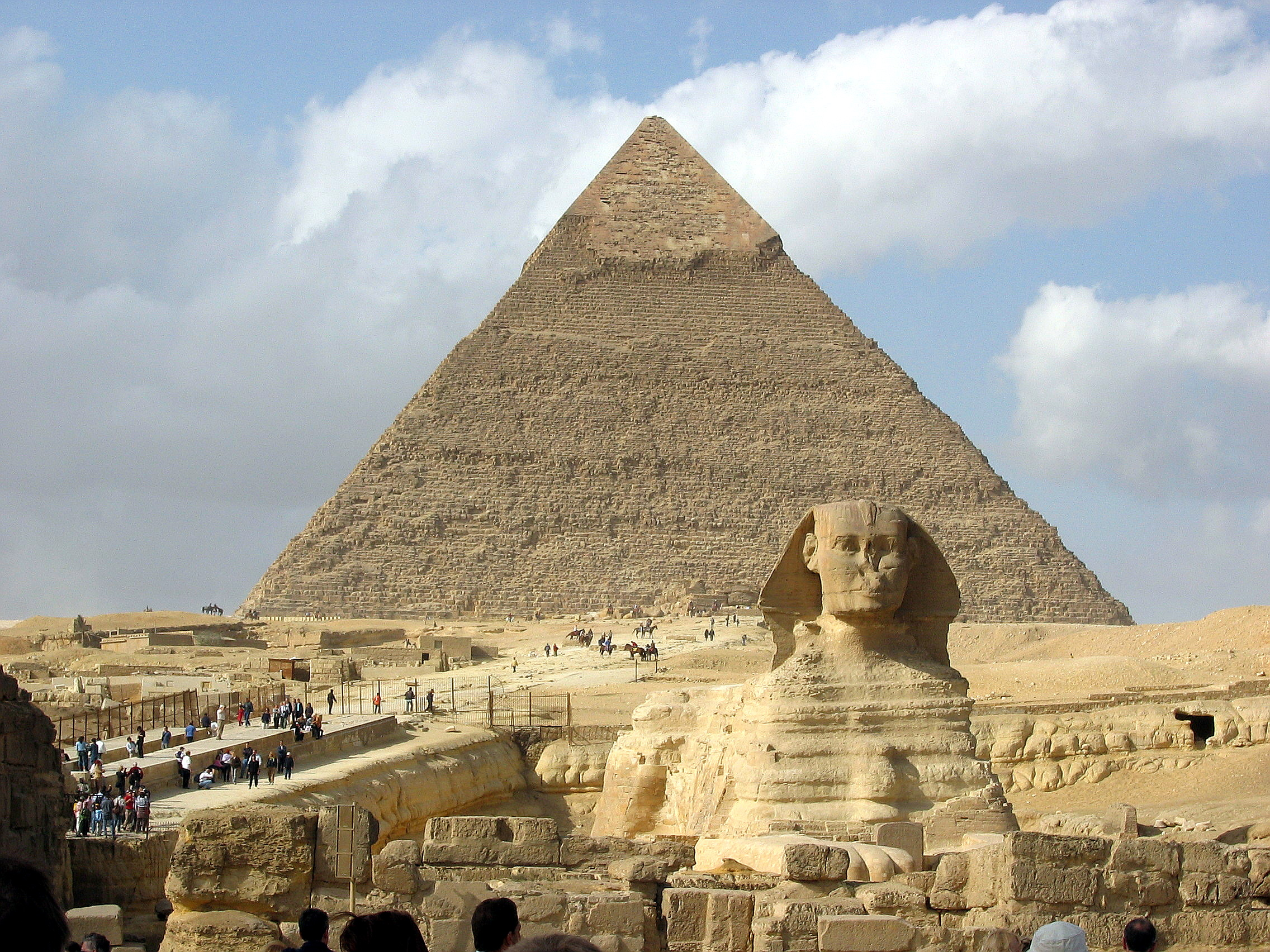
ギザの大スフィンクスとカフラー王のピラミッド

アブ・ロアシュの8㎞南にあるギザには、上記のエジプト第4王朝の3人の王であるクフ、カフラー、メンカウラー王の3つのピラミッドがある。この三つのピラミッドは、三大ピラミッドと呼ばれ、もっとも壮大で著名なピラミッドであるとされ、保存状態も比較的良好であることから、世界中から観光客が訪れるエリアである。また、カフラー王のピラミッドの参道を守る位置に存在するギザの大スフィンクスもこの遺跡群に含まれている。

### アブシール
アブシールは主にエジプト第5王朝の墓地として使用され、サフラー、ネフェリルカラー、シェプセスカラー、ネフェルエフラー、ニウセルラーの5人のピラミッドが存在する。

### サッカラ
- テティ王のピラミッド（エジプト第6王朝）
- ウセルカフのピラミッド（エジプト第5王朝）
- ジェゼル王の階段ピラミッド（エジプト第3王朝）
- ウナス王のピラミッド（エジプト第5王朝）
- セケムケト王のピラミッド（エジプト第3王朝）
- ペピ1世のピラミッド（エジプト第6王朝）
- メルエンラー1世のピラミッド（エジプト第6王朝）
- ジュドカラー王のピラミッド（エジプト第5王朝）
- ペピ2世のピラミッド（エジプト第6王朝）

サッカラはエジプト第2王朝期から王家の墓地として使用されてきた場所であり、最古のピラミッドとされるエジプト第3王朝・ジョセル王の階段ピラミッドもこの土地に建設された。エジプト第4王朝期にはピラミッド建設はギザに移動したものの、エジプト第5王朝の創始者であるウセルカフはサッカラのジェゼル王のピラミッドに隣接してピラミッドを建設している。その後いったん王墓はアブシールに移動したものの、第5王朝後期からエジプト第6王朝にかけてはふたたびサッカラにピラミッドが建設されるようになった。

### ダハシュール
- スネフェル王の赤いピラミッド
- スネフェル王の屈折ピラミッド

この遺跡群の最南端に位置するダハシュールにおいては、エジプト第4王朝の創始者であるスネフェル王のピラミッドがあるほか、エジプト中王国期にあたるエジプト第12王朝のアメンエムハト2世やアメンエムハト3世、センウセルト3世のピラミッドが存在する。ただしスネフェル王のピラミッド２基がかなり原形をとどめているのに対し、中王国期のピラミッドはすべて大きく崩れ、原形をとどめていない。

## 歴史と特色

### 初期ピラミッド群
この世界遺産に登録されているピラミッドのうちで最も古いものは、サッカラにあるエジプト第3王朝2代・ジェセル王の階段ピラミッドである。このピラミッドはそれまでエジプトで一般的だったマスタバ状の各層を6段積み重ねて建設された階段ピラミッドであり、エジプト最古のピラミッドと呼ばれている。この形状はジェゼル王の宰相であったイムホテプによって考案されたと伝えられている。また、このジェゼル王のピラミッドは、それまでの日干しレンガ製のマスタバに代わりすべてが石造で作られたエジプト最初の巨大建築であった。このピラミッドは後世に巨大な影響を与え、以後エジプト古王国期を通じ歴代の王はピラミッドを続々と建設していった。
その中でも著名なものは、ダハシュールにあるジェセル王より4代あとのエジプト第4王朝初代であるスネフェル王の建設した屈折ピラミッドである。スネフェルは在世中にみずからのピラミッドを3つ建設しており、屈折ピラミッドはその2つ目にあたる。屈折ピラミッドはその名の通り、途中で傾斜角度が変わっていて上部の方がより緩やかな角度になっている。なぜこのような形状にしたかについては、いくつかの説が存在するものの定説は存在しない状態である。
スネフェルは屈折ピラミッドを建造したのち、同じダハシュールにもうひとつピラミッドを築いた。これは階段状でも屈折状でもなく、直線のラインを持った世界初の真正ピラミッドであり、表面にある花崗岩が赤いことから赤いピラミッドと呼ばれる。

### ギザのピラミッド群

ギザのピラミッド群の地図

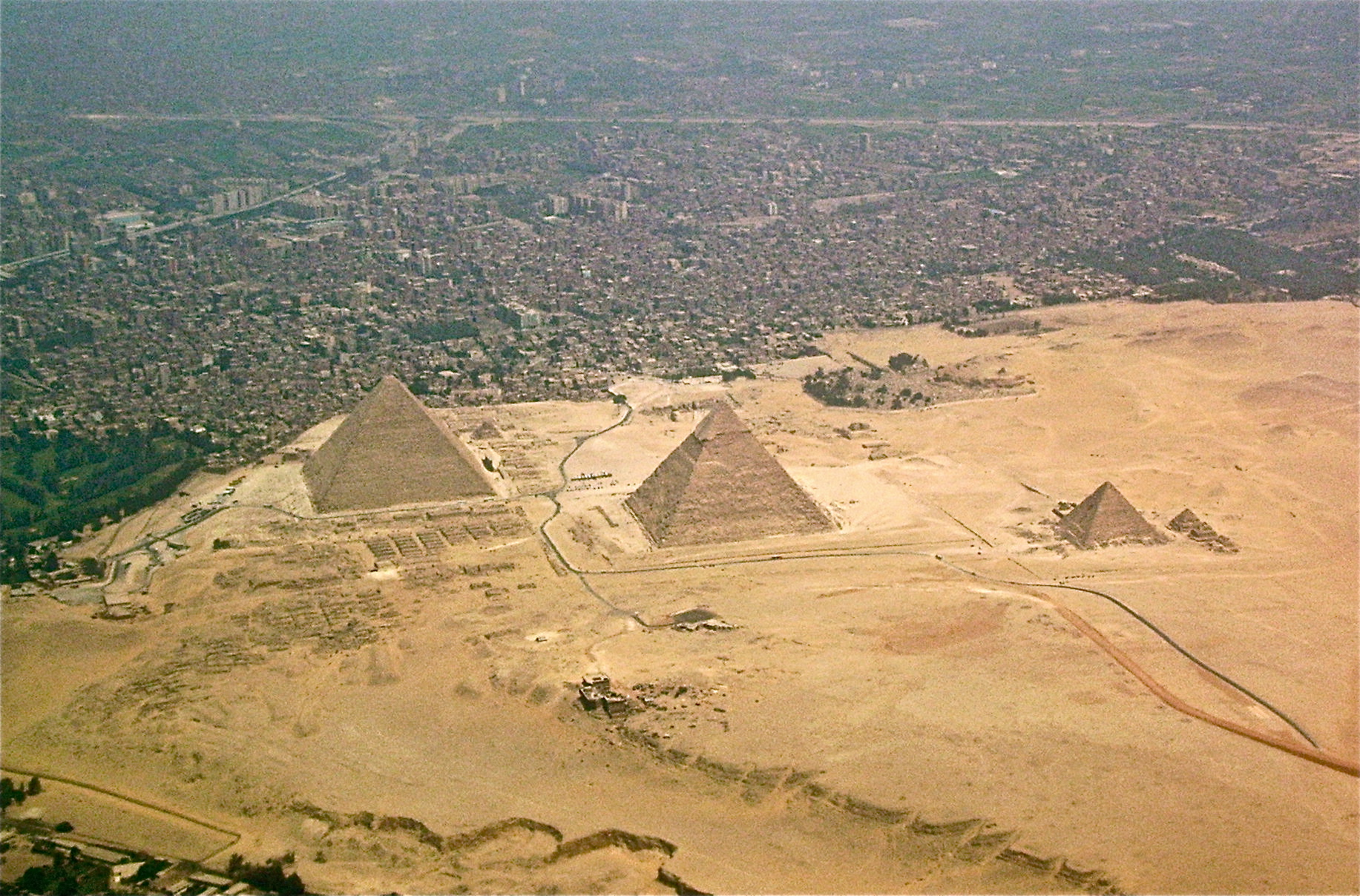
ギザのピラミッド群。すぐそばにまでカイロの市街地が迫っている

スネフェルの次の王であるクフはギザに王墓の地を移し、ギザの大ピラミッド（クフ王のピラミッド）を築かせた。このピラミッドはエジプトのピラミッドの中でもっとも巨大かつ美しいピラミッドとして知られており、建設時には146m（現在は頂上が欠落したため137m）の高さを誇り、3000年以上にわたって世界で最も高い建造物となっていた。ピラミッド中で最も著名なものであり、紀元前2世紀にビザンチウムのフィロンによって選ばれた世界の七不思議のうちのひとつであり、また唯一現存する建造物である。それまで王墓の地となっていなかったギザをクフがピラミッド建設の地に選んだのは、地盤が安定しており巨大ピラミッドの建設に耐えられたこと、および部材である質の高い石灰岩が近隣に大量に産出しており、それを利用することで建設が容易になることを計算したことが挙げられる。クフ王のピラミッドの東西にはそれぞれ墓地が建設されており、また東側には南北に3基の小型のピラミッドが並んでいる。このピラミッド群とクフ王のピラミッドの間には小型のピラミッドが一つ建設されており、衛星ピラミッドと呼ばれている。このピラミッドは本体の5分の1の大きさで本体に存在する構造をすべて兼ね備えているため、本体を建設する前に実験的に作られた模型のようなものであると考えられている。
クフの2代後の王であるカフラー王も同じくギザにカフラー王のピラミッドを建設した。このピラミッドは建設時には144mの高さを誇った2番目に高いピラミッドであり、またピラミッド建設当時には多くのものに施されていたとされる石灰岩の化粧石が頂上付近に残っている。また、カフラー王のピラミッドの入り口にギザの大スフィンクスを建造させたのもこの王であるというのが定説となっている。ギザの大スフィンクスはそのままスフィンクスと通称され、もともとそこにあった岩山を掘り下げて建造された彫像である。一枚岩からの掘り出しとしては今なお世界で最も大きな石像である。スフィンクスはカフラー王のピラミッドへの参道の入り口に建設されているため、カフラー王のピラミッド複合体の一部であると考えられることもあるが、スフィンクスを備えたピラミッドはほかに存在せず、それ以外のピラミッドの共通要素をカフラー王のピラミッドはすべて備えているため、スフィンクスとピラミッドの間には大きな関係がないとの学説も存在する。
カフラーの次の王であるメンカウラー王もギザにメンカウラー王のピラミッドを建設した。このピラミッドはクフ王およびカフラー王のピラミッドに隣接して建設され、この3つのピラミッドを合わせて三大ピラミッドと称する。ただしメンカウラー王のピラミッドは他の二つに比べて高さが約半分であり、やや小さなものとなっている。ただしピラミッド本体以外のピラミッド遺跡群の必要要素はすべて備えており、その規模も小さなものではない。

### 後期ピラミッド群
ギザにピラミッドが建設されることはこれ以降なく、ピラミッド自体もこれを最後として以降は縮小の道をたどり、部材も日干しレンガの使用に逆戻りしたために耐久性に劣り、多くのピラミッドが崩壊した姿となっている。ただしピラミッドの建造自体はエジプト古王国期を通じて続いており、特にアブシールは第5王朝期においてギザに匹敵するピラミッド群が建設された。サッカラにも第5王朝、第6王朝期に多くのピラミッドが建設されている。また、エジプト中王国期にはダハシュールにいくつかのピラミッドが建設されている。

## 観光
メンフィスとその墓地遺跡、とくにギザにある三大ピラミッドはエジプト最大の観光名所となっており、世界中から多くの観光客が訪れる。

## 登録基準
この世界遺産は世界遺産登録基準のうち、以下の条件を満たし、登録された（以下の基準は世界遺産センター公表の登録基準からの翻訳、引用である）。
- (1) 人類の創造的才能を表現する傑作。
- (3) 現存するまたは消滅した文化的伝統または文明の、唯一のまたは少なくとも稀な証拠。
- (6) 顕著で普遍的な意義を有する出来事、現存する伝統、思想、信仰または芸術的、文学的作品と直接にまたは明白に関連するもの（この基準は他の基準と組み合わせて用いるのが望ましいと世界遺産委員会は考えている）。